# Émile Ali-Khan
Musood „Émile” Ali-Khan (ur. 6 czerwca 1902 w Battle, data i miejsce śmierci nieznane) – francuski lekkoatleta (sprinter), wicemistrz olimpijski z 1920.
Na igrzyskach olimpijskich w 1920 w Antwerpii zdobył srebrny medal w sztafecie 4 × 100 metrów (biegła w składzie: René Lorain, René Tirard, René Mourlon i Ali-Khan) za zespołem Stanów Zjednoczonych. Na tych samych igrzyskach zajął również 5. miejsce w finale biegu na 100 metrów.
Był mistrzem Francji w biegu na 100 metrów w 1920.
18 lipca 1920 w Paryżu wyrównał rekord Francji w biegu na 100 metrów z czasem 11,0. 29 sierpnia tego roku w Colombes ustanowił rekord Francji w sztafecie 4 × 100 metrów z wynikiem 42,8.